# Acolutha talis
Acolutha talis là một loài bướm đêm trong họ Geometridae.